# Glaphyria peremptalis
Glaphyria peremptalis is een vlinder uit de familie van de grasmotten (Crambidae). De wetenschappelijke naam van de soort is voor het eerst in 1878 geldig gepubliceerd door Augustus Radcliffe Grote.
De soort komt voor in de Verenigde Staten.